# David Hughes (giocatore di football americano)
David Augustus Hughes III (Honolulu, 1º giugno 1959) è un ex giocatore di football americano statunitense che ha militato nel ruolo di running back nella  National Football League (NFL).

## Carriera
Nel Draft NFL 1981, Hughes fu scelto nel corso del secondo giro (31º assoluto) dai Seattle Seahawks. Fu membro della squadra del 1983 che raggiunse i playoff per la prima volta nella storia della franchigia. Quell'anno fu il secondo miglior corridore della squadra con 373 yard. In sei anni nella NFL, Hughes totalizzò 1.041 yard corse, 864 su ricezione e 663 su ritorno di kickoff, segnando 2 touchdown su corsa e 5 su ricezione. Giocò un'ultima stagione con i Pittsburgh Steelers nel 1986, prima di ritirarsi per problemi alle ginocchia.